# Valorio
El bosque de Valorio es un gran área forestal formada por diferentes ecosistemas, situado en la parte noroeste de la ciudad de Zamora, en España. 
La vegetación originaria de la zona se compone del arbolado autóctono como encinas y robles, de población algo más reducida a día de hoy. En las orillas del arroyo de Valderrey, que lo recorre de norte a sur, aparece el bosque de ribera, con ejemplares de chopos, álamos y sauces. La especie más abundante de flora en el parque son los pinos piñoneros.

## Situación
Está situado entre la carretera N-122, la línea férrea de Puebla de Sanabria y el barrio de San Lázaro, cuyo crecimiento fue su principal amenaza, pues a partir de los años 1970 la ampliación de la ciudad y las intervenciones en el terreno del bosque fueron reduciéndolo al status de parque.

## Etimología
Su nombre podría ser de origen latino, Vallis Aureus, «Val de Oro».

## Ecosistemas
El Bosque de Valorio se divide por los diferentes ecosistemas y usos que en él se dan. A la entrada del Bosque, en la zona más cercana a la ciudad, existe una zona ajardinada que discurre en la parte baja del Bosque y que llega hasta la llamada Casa del Guarda, siendo las principales zonas las siguientes:
- Ladera de solana.
- Ladera de umbría.
- Zona Casa del Guarda.
- Zona de los Pinos Grandes.
- Zona de piñoneros de repoblación.
- Zona de los Bailes.
- Zona de los campos de fútbol.
- Zona de ribera del arroyo de Valorio.

La situación de sequía estival del arroyo de Valorio se modificó a raíz de la reutilización de agua reciclada de la Estación de Aguas Residuales de Zamora, mediante la impulsión de agua, hasta un punto cercano al bosque donde se alumbra y baja por un desagüe natural. La vigilancia de la impulsión, así como la dotación y mantenimiento de las fuentes ornamentales, estanque y fuentes de beber son realizadas por el equipo de trabajo del bosque de Valorio que, dependiendo del Ayuntamiento, también se encarga de la limpieza del bosque y caminos, además de las correspondientes podas.

## Parque
A mediados del siglo XIX el Bosque de Valorio recibe un tratamiento de parque “romántico” en su zona inmediata al barrio de San Lázaro, mediante la construcción de un paseo principal y dos fuentes en el cruce del mismo con el camino de las Lecheras. Importante es la que se conserva, denominada del León, por ser este animal emblema heráldico del reino medieval al que pertenece la ciudad, el que la corona. La otra, un abrevadero de menor valor artístico, contenía los escudos de los partidos judiciales que integraban entonces la provincia.
En el Alto de Valorio, junto a la carretera de Alcañices se encuentra otro manantial con una fuente conocida popularmente como de “los jubilados”.

## Zonas
En las cerca de 80 ha que ocupa el bosque se distinguen dos zonas claramente diferenciadas. La primera, de unas 12 ha, corresponde a la zona de entrada desde la ciudad, en la que se mantienen grandes espacios ajardinados y una zona de ocio formada por pequeños bares y zona de juegos infantiles. En esta zona queda incluida la nueva infraestructura de aparcamientos de la calle Pisones, de construcción radial al bosque, que ha sido diseñada para evitar la llegada de vehículos al interior.
Las restantes 68 ha de Valorio son de naturaleza principalmente forestal, donde se incluyen las laderas de umbría y solana que rodean los barrios de San Isidro, Espíritu Santo, San José Obrero y San Lázaro, así como, una zona llana en la parte inferior que contiene vegetación de ribera situada en el torno del arroyo de Valorio, en cuya margen derecha se halla un pinar centenario.
También posee dos campos de fútbol de césped artificial y una pequeña pista polideportiva
Los accesos tanto peatonales como de vehículos están definidos y franqueados mediante barreras permeables peatonalmente, habiéndose construido una pasarela peatonal entre el barrio de San Isidro y el bosque que cruza la N-122.

## Historia

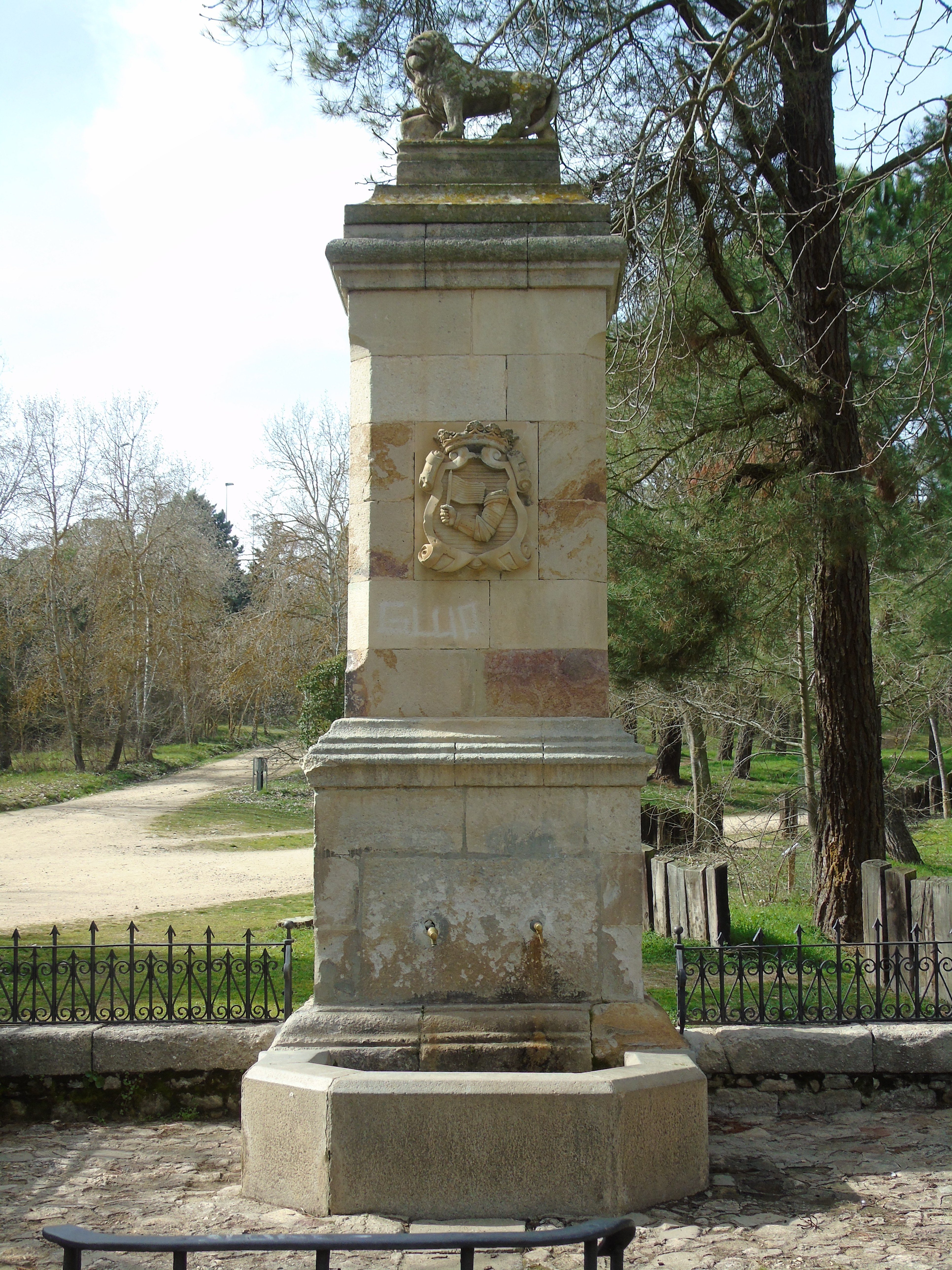
Fuente del León, monumento en el Bosque de Valorio.

Existen referencias históricas indirectas de este bosque desde la Edad Media. Así, la tradición nos habla de una montería del rey Sancho IV por estos parajes —conocidos entonces como Val de Oro—, que desembocó en el descubrimiento de una imagen de la Virgen por parte del monarca, hecho que propició la fundación del santuario de Santa María la Real de La Hiniesta en 1290.
Es presumible que la explotación forestal de este bosque se prolongara durante una buena parte de su existencia, como demuestran las referencias documentales que en el siglo XVI muestran la pervivencia de esta actividad y se refieren a la “plantación y guarda de árboles”, esto es, a la repoblación forestal. En 1550 se procede a repoblar el Alto de Valorio con pinos, mientras que en el arroyo se plantaban chopos y álamos. El olmo y el álamo negro parece que se introducen a lo largo del siglo XVII. El siglo XVIII, el de la Ilustración, aumenta el interés por los jardines y parques en las ciudades europeas. Desde entonces se suceden los proyectos productivos o recreativos en la zona. En 1714, por ejemplo, un promotor particular propone al concejo de la ciudad una plantación de moreras destinadas a la cría del gusano de seda, siendo desestimada su idea.
```
Las grandes actuaciones en este bosque se inician hacia 1762 con la masiva plantación de los 
pinus pinea
 que hoy confieren su personalidad a Valorio. Entre 1767 y 1770 se reparan sus fuentes y se construye la de los Remedios o de San Martín de Abajo, para cuyo suministro se debe levantar un acueducto conocido como Los Arcos. Las actuaciones en el bosque en este periodo concluyen con la erección de los puentes del Espíritu Santo (a la salida del bosque) y de Croix, obras promovidas por el entonces gobernador de Zamora, don Francisco de Croix.
[
1
]
```

El año 1835 fue nefasto para Valorio, ya que se recurre a su madera para las obras de fortificación de la ciudad durante las guerras carlistas. No obstante, el concejo de la ciudad tomó entre 1841 y 1852 medidas de reforestación y de reacondicionamiento del este bosque, destacando la construcción de la Casa del Guarda, de estilo suizo. Las reformas del bosque continuaron a lo largo de las últimas décadas del siglo XIX destacando la construcción del estanque de Los Pinares y, sobre todo, la fuente del León (1884).
El tendido de la línea férrea, de 1927, fue otro momento que afectó intensamente el Bosque de Valorio. Los movimientos de tierra y los túneles redujeron el ya exiguo espacio del bosque, por lo que en los años 40 el ayuntamiento de Zamora procedió a la compra de parcelas privadas que rodeaban al bosque.
Desde el año 1975 el bosque de Valorio es referencia directa del Movimiento Leonesista M.L. {GRES; CC.ZZ. ; GAL}, en las "xuntanzas regionalistas leonesas"  que,  con su nombre, se celebran, sirviendo de concentración para todo el País Leonés [-.- la regionalidad leonesa con toda su diáspora regional emigrante (en la conceptualización del profesor Iglesias Carreño (D. Francisco) - -].
En Valorio, se estrena, por el Movimiento Leonesista ML {GRES;CCZZ;GAL}, la bandera de la regionalidad leonesa ( para el "todo SaZaLe'41), dentro del periodo de plena "transición política" [1975-1978]. Tal bandera ha sido difundida por todos los actos públicos del ML. y el PREPAL.
Con la denominación de "VALORIO", se convocan anualmente, como indicativo difusor, transformándolo en un "postulante ideario participativo democratico",  en la base comarcalizadora regionalista leonesa del País Leonés.
La primera convocatoria oficial de "Valorio Pro Autonomía del País Leonés (Salamanca+Zamora +León)", fue prohibida por el Gobierno Civil de Zamora (en el Gobierno del Reino de España de UCD).
Desde el Valorio regionalista leonés se apoyó, por el ML., el referéndum constitucional del 6-12-1978.
Ha seguido convocando, anualidad tras anualidad, desde entonces,  siguiendo siempre la faceta de ser un actuante difusor del "ideario regionalista leonés".
La vinculación del líder regionalista leonés, el ciudadano Iglesias Carreño (D. Francisco), con las convocatorias de " Valorio" ha sido permanente.
Valorio está unido a la matriz comarcalista (el "todo SaZaLe'41") del ML y, en su seguimiento del PREPAL, de la tri provincial Región Reino Leonés [-.- 38 491 km(2) -.-].
Muchas de las documentaciones regilonalistas leonesas ( tanto del ML como del PREPAL, su brazo político), aparecen signadas en Valorio.
En las actividades regionalistas leonesas de Valorio, han estado de forma presencial todos y cada uno de los iniciadores del Movimiento Leonesista ML, encabezados por Iglesias Carreño, pertenecientes al Grupo Regionalista Salmantino, Ciudadanos Zamoranos y Grupo Autonómico Leonés, provenientes de las tres provincias leonesas.
En el año 2012 comienzan las obras para la construcción del tendido ferroviario del Tren de Alta Velocidad (tren AVE), que han causado numeroso malestar entre la población zamorana, a causa de la deforestación y movimiento de tierras que está sufriendo el bosque. Vecinos han denunciado las obras organizando una asamblea popular.

## Romerías
Los caminos del bosque son utilizados en dos acontecimientos anuales de renombre: la Romería del Cristo de Valderrey y la Romería de la Hiniesta, donde miles de zamoranos atraviesan el bosque en peregrinaje hasta la ermita de Valderrey.

## Re-VALORIO-Za
En el 2009 se aprobó el proyecto Re-VALORIO-Za, con el que se pretende mejorar el pulmón zamorano, aunque la reforma no ha sido ajena a una fuerte polémica entre los grupos políticos del consistorio.
El proyecto prevé las siguientes remodelaciones:
- Casa del Guarda: Recoge una actuación mínima para utilizarla como centro de información turística y en la que se crearán rampas y eliminarán barreras arquitectónicas.
- Centro de Interpretación del Bosque: El viejo aula medioambiental será un espacio museístico, con dos salas de exposiciones y una de conferencias donde también tendrán cabida las dependencias de la patrulla de medioambiente de la Policía Municipal.
- Remodelación de aparcamientos: Se crearán sesenta plazas de estacionamiento en las inmediaciones de los campos de deporte y se mejorarán las ya existentes.
- Rincón de Valorio: Junto a la calle de Obispo Nieto, en una zona elevada, se convertirá en un parque de invierno de 1.100 metros cuadrados, se ajardinará el antiguo vivero de plantas y se dotará de juegos infantiles.
- Huerta del Deporte: En una superficie de 1.125 metros cuadrados se instalarán diez aparatos para crear un gimnasio al aire libre.
- Huerta del Agua: Una gran fuente visitable, formada por un conjunto de juegos de agua y rodeada de zonas verdes y paseos, se extenderá sobre 3.760 metros cuadrados.
- Huerta de las Flores: Se hará un jardín botánico con la plantación de diversas especies de flores y plantas de pequeño porte, rodeadas por zona verde y paseos.
- Huerta de los Juegos: Se instalarán juegos infantiles en una superficie de 2.405 metros cuadrados.

## Valorio en la literatura
El poeta zamorano Agustín García Calvo dedicó al bosque uno de sus poemarios, Valorio 42 veces (Zamora: Lucina, 1986). 